# Idvallo
Idvallo was volgens de legende, zoals beschreven door Geoffrey of Monmouth, koning van Brittannië van 278 v.Chr. - 273 v.Chr. Hij was de zoon van koning Ingenius, en verving koning Enniaunus toen die werd afgezet. Idvallo was een rechtvaardig heerser, en herstelde veel van het onrecht dat zijn neef had aangericht. Hij werd opgevolgd door zijn neef Runo.